# Flanders Loyalty
 (décembre 2017).
Si vous disposez d'ouvrages ou d'articles de référence ou si vous connaissez des sites web de qualité traitant du thème abordé ici, merci de compléter l'article en donnant les références utiles à sa vérifiabilité et en les liant à la section « Notes et références ».
Pour les articles homonymes, voir Flanders.
Le  Flanders Loyalty est un navire de commerce conçu pour transporter du gaz de pétrole liquéfié (GPL), appartenant actuellement, et ce depuis 2011, à l'entreprise norvégienne BW Gas,,, et nommé BW Liberty.

## Histoire du Navire
Le navire a été construit en Corée par Daewoo Shipbuilding & Marine Engineering pour Exmar Ship Management basé à Anvers (Belgique). Le Flanders Loyalty ainsi que son vaisseau frère, le Flanders Liberty, ont tous deux été construit dans le but de transporter des gaz liquéfiés comme le propane, le butane et l’ammoniac.
La quille du Flanders Loyalty a été posée le 1er juin 2007 et il a été mis à l’eau le 29 août 2007,  pour finalement être livré à ses propriétaires le 16 janvier 2008. La cérémonie du baptême s'est déroulée le 6 novembre 2007, en même temps que celui du Flanders Liberty, au chantier naval de Daewoo.
Les essais en mer ont eu lieu en décembre 2007, et le 16 janvier 2008, il effectue son voyage inaugural au départ de Okpo, en Corée du Sud, à destination du port de Tanjung Pelepas (Malaisie), où un transfert de navire à navire aura lieu pour charger plusieurs types de gaz afin d’exécuter tous les essais nécessaires avant que le navire puisse entrer en service.
Après le succès de ces tests le Flanders Loyalty est allé au mouillage à Singapour, afin d’effectuer le plein de carburant et le ravitaillement de marchandises nécessaire au travail du bateau. Son premier port de chargement de cargaison a été Ruwais, aux Émirats arabes unis, où il charge du butane qu’il décharge un jour plus tard à Jebel Ali. Pendant ses 10 premiers mois de service, il s’arrête dans 30 ports différents, tous situés entre le Japon et le golfe Persique. 
Le Flanders Loyalty a été l'un des plusieurs navires impliqués dans un échange de bateaux entre Exmar et BW Gas en août-septembre 2011, et a par la suite été renommé BW Liberty.